# 알로이스 이라세크
알로이스 이라세크(Alois Jirásek, 체코어 발음: [ˈalojs ˈjɪraːsɛk], 1851년 8월 23일~1930년 3월 12일)는 체코의 작가이자 역사소설가이자 극작가이다.
체코 종교개혁사에 관한 소설과 드라마를 썼다. 1918년 1919년, 1921년과 1930년에 노벨 문학상 후보에 올랐다.
주요 작품으로는 17세기 서남 보헤미아의 민중봉기를 그린 대표작 《호도족(族)：Psohlavci》(1884) 외에 역사상 유명한 후스전쟁을 테마로 한 작품이 몇 가지 있다. 1894년작 《고대 체코의 전설：Staré pověsti české》은 체코의 고전으로 꼽힌다.